# Evangelický kostel (Horní Dubenky)
Evangelický kostel v Horních Dubenkách je chrámem Páně sboru Českobratrské církve evangelické v Horních Dubenkách, nachází se v centru obce. Kostel je barokní stavbou z doby těsně po vydání tolerančního patentu. Je obdélnou sálovou stavbou se zděným zaklenutím kostelní lodi a zvonicí nad vstupem. Kostel je chráněn jako kulturní památka České republiky.

## Historie
Zpočátku byly bohoslužby ve stodole Ondřeje Krejčího. Místní evangelíci chtěli nechat vystavět vlastní chrám. Stavba začala 27. dubna 1786 a kostel byl vysvěcen 22. října 1786. Rychlost výstavby svědčí o tom, s jakou horlivostí evangelíci z Horních Dubenek a okolí trvali na zřízení vlastního chrámu Páně. Dříví, prkna, šindel, kámen, cihly a vápno darovali lidé, ostatní stálo 912 zl. Sbírkou se vybralo 549 zl., zbývající část byla rozpočítána mezi členy sboru.
Až do roku 1840 se v kostele zpívalo bez varhan. První varhany byly pořízeny od varhanáře Procházky z Dolní Cerekve. Současné varhany jsou z roku 1885 od varhanáře Aloise Kudrny z Pardubic.
Věž s kopulí a křížem byla postavena v roce 1856, posvěcena 27. září 1857. Ve věži pro dvojici zvonů se postupně vystřídaly čtyři zvony. V současnosti je ve věži jen jeden zvon, na který se ručně zvoní před každými bohoslužbami.
V roce 1894 byla provedena větší rekonstrukce kostela – nová kruchta, zvětšena okna, nezávislý vnější vchod na kruchtu z čelní strany objektu. Další generální rekonstrukce proběhla v letech 1952–1954 (Ing. arch. Bohumil Bareš). Při ní byl výrazně změněn vnitřní i vnější vzhled objektu. Byl odstraněn původní luterský mobiliář (lavice, kruchty, oltář, presbytář) i kamenná dlažba. Vybudován byl boční vchod na kruchtu vnějším kamenným schodištěm z jižní strany a dostavěny přístavky z východní a západní strany. Vyměněna byla stávající šablonovitá krytina střechy za pálenou bobrovku a provedeny klempířské práce včetně opravy věže. Nejspornějším momentem rekonstrukce se stalo vyhloubení sklepa pod presbytářem za účelem zařízení teplovzdušného vytápění kotlem na tuhá paliva.
V roce 1984 byla dobrovolnicky provedena nová fasáda a nátěr věže.
V letech 2013–2014 bylo přistoupeno k další rozsáhlé obnově objektu z důvodu významných statických poruch ve zdech kostela. Ty byly zapříčiněny pronikající vodou pod kostel, která během let destruovala založení objektu v místě sklepa pod presbytářem. Ke kostelu byla dovedena odvodňovací kanalizace, byly provedeny drenáže okolo celého objektu, byly podezděny a tím zpevněny původní základy v části podsklepení, sešity trhliny v celém obvodu, opraven krov a vyměněna střešní krytina včetně klempířských prvků a nátěru věže.
V roce 2015 byly obnoveny vnitřní omítky a kostel byl vymalován, nově vydlážděn byl prostor před kostelem. V roce 2016 bylo zcela obnoveno venkovní schodiště na kruchtu a též degradované části vnějších omítek po celém obvodu stavby.